# Isabelle Brasseur
Isabelle Brasseur (* 28. Juli 1970 in Kingsbury, Québec) ist eine ehemalige kanadische Eiskunstläuferin, die im Paarlauf startete.
Ihr Eiskunstlaufpartner war Lloyd Eisler. Mit ihm wurde sie 1989 und 1991 bis 1994 kanadische Meisterin. Sie nahmen im Zeitraum von 1988 bis 1994 an Weltmeisterschaften teil. Von 1990 bis 1994 erreichten sie immer das Podium. 1992 gewannen sie die Bronzemedaille, 1990, 1991 und 1994 wurden sie Vize-Weltmeister und 1993 in Prag Weltmeister. Eisler und Brasseur bestritten drei Olympische Spiele. 1988 in Calgary belegten sie den neunten Platz und 1992 in Albertville sowie 1994 in Lillehammer errangen sie die Bronzemedaille. Es waren die ersten Paarlaufmedaillen bei Olympischen Spielen für Kanada seit dem Gewinn der Bronzemedaille von Debbi Wilkes und Guy Revell 1964. Die Choreografin von Brasseur und Eisler war Uschi Keszler.
Nach ihrem Karriereende 1994 organisierten Eisler und Brasseur Eiskunstlaufveranstaltungen in ganz Kanada, um Geld für schwerkranke Kinder zu sammeln und ihnen Wünsche zu erfüllen. 
Zusammen mit Eisler schrieb sie 1996 das Buch: To Catch a Dream und den Nachfolgetitel The Professional Years.
1996 heiratete Brasseur den Eiskunstläufer Rocky Marval. Ihre gemeinsame Tochter kam 2000 zur Welt. 

## Ergebnisse

### Paarlauf
(mit Lloyd Eisler)
| Wettbewerb / Jahr          | 1988 | 1989 | 1990 | 1991 | 1992 | 1993 | 1994 |
| -------------------------- | ---- | ---- | ---- | ---- | ---- | ---- | ---- |
| Olympische Winterspiele    | 9.   |      |      |      | 3.   |      | 3.   |
| Weltmeisterschaften        | 7.   | 7.   | 2.   | 2.   | 3.   | 1.   | 2.   |
| Kanadische Meisterschaften | 2.   | 1.   | 3.   | 1.   | 1.   | 1.   | 1.   |